# Ellen Foley

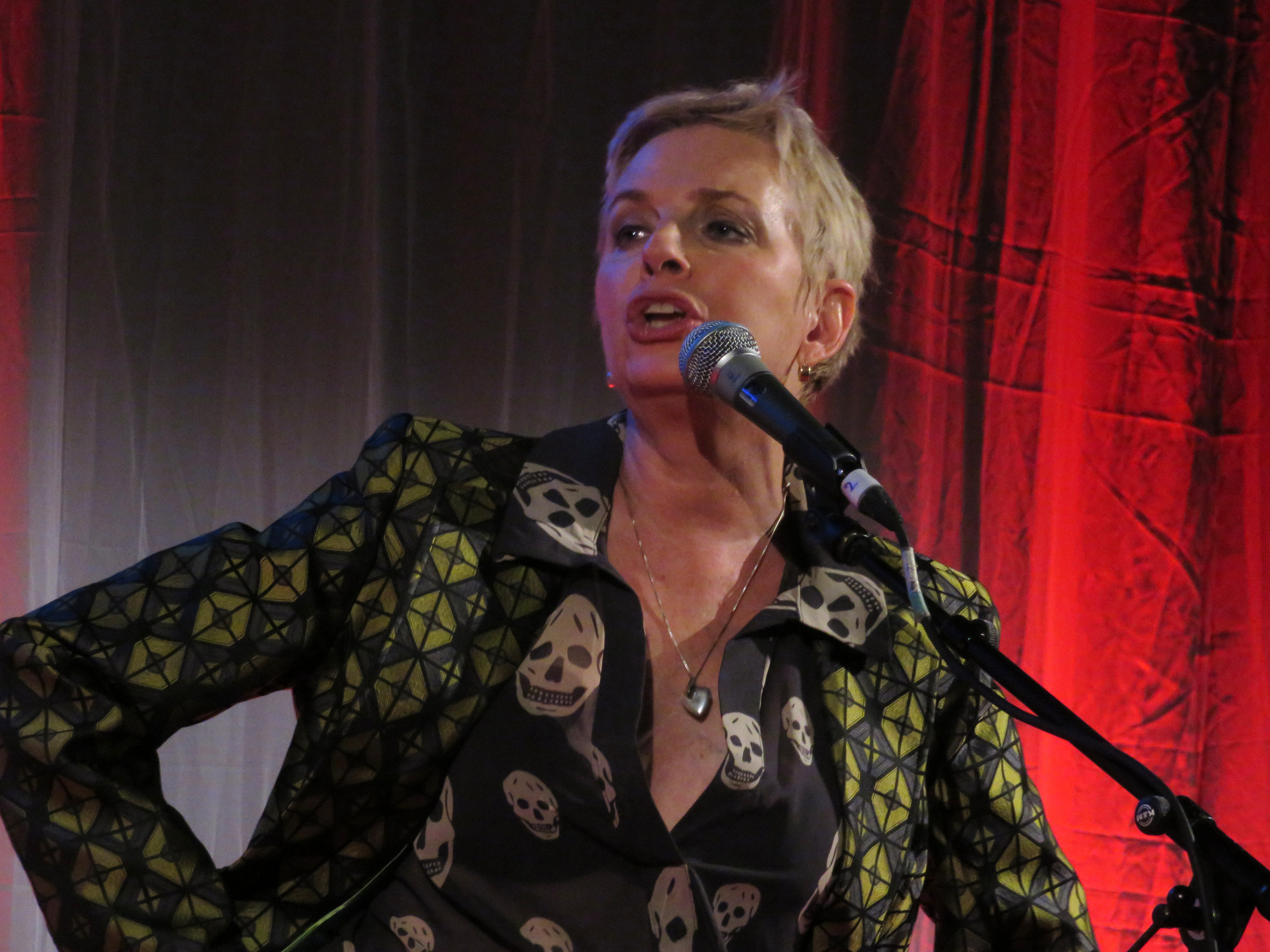
Ellen Foley (2014)

Ellen Foley (* 5. Juni 1951 in St. Louis, Missouri) ist eine US-amerikanische Sängerin und Schauspielerin.

## Biografie
Schon ihr Debütalbum Nightout bescherte Ellen Foley 1979 ihren größten musikalischen Soloerfolg. Die Musik erinnerte stark an die klassische Pop- und Rockmusik der Girl-Groups der 1960er Jahre, vor allem an Phil Spectors Wall of Sound. Die Platte wurde von Ian Hunter und Mick Ronson produziert. Ihre folgenden Soloalben waren Spirit of St. Louis (1981) und Another Breath (1983).
Ihre größten Erfolge hatte sie jedoch bei der Zusammenarbeit mit anderen Musikern. Sie war Meat Loafs Kontrapart beim Duett Paradise by the Dashboard Light (1977) vom Album Bat out of Hell.
1980 sang sie auf dem Album Sandinista! von The Clash das Duett Hitsville UK. Die Band revanchierte sich und wirkte bei ihrem Soloalbum Spirit of St. Louis mit. Mick Jones und Joe Strummer schrieben auch an einigen der Songs des Albums mit. Aus dieser offenbar nicht immer ganz reibungsfreien, aber kreativen Zusammenarbeit resultierte der spätere Hit Should I Stay or Should I Go von The Clash. Mit dem Autor und Sänger des Songs, Mick Jones, hatte Ellen Foley offenbar eine Affäre. 1984 sang sie auf Joe Jacksons Album Body and Soul. 1989 gehörte sie zu den Mitgliedern der von Jim Steinman formierten weiblichen „Bombastrock“-Band Pandora’s Box.
Mehrfach trat Foley in Broadway-Produktionen auf, so in Me and My Girl und der Neuauflage von Hair. Hinzu kommt die Off-Broadway-Produktion in Beehive. In Stephen Sondheims Into the Woods am Old Globe Theater in San Diego erhielt sie zunächst die Rolle der Hexe, wurde jedoch durch Bernadette Peters ersetzt, bevor das Stück nach New York kam.
Foleys bekannteste Fernseharbeit ist die Rolle der Pflichtverteidigerin Billy Young in der Sitcom Harrys wundersames Strafgericht, die sie 1984/85 für eine Saison verkörperte. Danach wurde sie von Markie Post ersetzt, die die Produzenten von Beginn an für die Rolle vorgesehen hatten, die jedoch aus vertraglichen Gründen noch nicht zur Verfügung gestanden hatte. Außerdem trat sie in mehreren Filmen von Miloš Forman in kleinen aber einprägsamen Rollen auf, so auch in der Verfilmung von Hair. Außerdem spielte sie in Filmen anderer Regisseure, so in Cocktail, Eine verhängnisvolle Affäre und Die Mafiosi-Braut.
Zuletzt war sie in dem Film Begegnung des Schicksals zu sehen.
Ellen Foley ist mit dem Autor Doug Bernstein verheiratet, mit dem sie in Manhattan lebt.

## Diskografie

### Alben
- 1979: Nightout
- 1981: Spirit of St. Louis
- 1983: Another Breath
- 1992: The Very Best Of
- 2004: Meat Loaf and Friends (mit Meat Loaf, Bonnie Tyler und Jim Steinman)
- 2013: About Time
- 2021: Fighting Words

### Singles
- 1979: What’s a Matter Baby
- 1979: We Belong to the Night
- 1979: Stupid Girl
- 1980: Sad Song
- 1981: The Shuttered Palace (Sons of Europe)
- 1981: Torchlight
- 1983: Nightline
- 1983: Johnny and Mary
- 1983: Boys in the Attic

## Auszeichnungen für Musikverkäufe
| Goldene Schallplatte - Niederlande - 1979: für das Album Nightout - 1980: für die Single We Belong to the Night |

| Land/RegionAuszeichnungen für Musikverkäufe (Land/Region, Auszeichnungen, Verkäufe, Quellen) | Gold     | Platin | Verkäufe | Quellen |
| -------------------------------------------------------------------------------------------- | -------- | ------ | -------- | ------- |
| Niederlande (NVPI)                                                                           | 2× Gold2 | —      | 150.000  | nvpi.nl |
| Insgesamt                                                                                    | 2× Gold2 | —      |          |         |

## Filmografie
- 1979: Hair
- 1982: Tootsie
- 1982: The King of Comedy
- 1984–1985: Harrys wundersames Strafgericht (Night Court, 2. Staffel)
- 1987: Eine verhängnisvolle Affäre (Fatal Attraction)
- 1987: Spenser (Spenser: For Hire, Fernsehserie, eine Folge)
- 1988: Cocktail
- 1988: Die Mafiosi-Braut (Married to the Mob)
- 1990: Mord in schwarz/weiß (Murder in Black and White, Fernsehfilm)
- 1992–1993: Ghostwriter (Fernsehserie, vier Folgen)
- 1999: Begegnung des Schicksals (Random Hearts)
- 2000: Law & Order (Fernsehserie, eine Folge)
- 2011: Body of Proof (Fernsehserie, eine Folge)
- 2014: Lies I Told My Little Sister